# Ilypnus
Ilypnus és un gènere de peixos de la família dels gòbids i de l'ordre dels perciformes.

## Taxonomia
- Ilypnus gilberti (Eigenmann & Eigenmann, 1889)
- Ilypnus luculentus (Ginsburg, 1938)[2][3][4][5][6][7]